# 亞洲聯合基建控股
亞洲聯合基建控股有限公司（港交所：0711），是香港一間建築、土木工程、物業投資、非專營巴士和物流運輸的控股公司。公司前稱俊和集團有限公司，於2016年先後更名俊和發展集團有限公司和中國城建集團股份有限公司，並於2016年10月3日更改為現名。其後俊和改制成為控股的子公司。

## 簡介
於1993年，在香港交易所主板上市，現任董事會主席為彭一庭，董事會行政總裁兼營運總裁為彭一邦。於1968年由已故創辦人彭錦俊博士和李蕙嫻女士以獨資形式創立，公司成立初期主要承接小型工程，包括私人屋苑建設。後來參與香港政府、公營及私人發展商基礎建設，包括九廣鐵路的電氣化改革計劃，物流運輸及渠務工程等改善設施。
2013年9月4日俊和發展和建滔化工（港交所：148）合組的財團創金發展有限公司以27.1億元，每方呎樓面地價僅8382元，奪得沙田九肚56A區579號，地盤地盤面積約為354,136 平方呎，指定作私人住宅用途，最低及最高的樓面面積分別約19.3萬平方呎及32萬平方呎
建滔化工或有關人士，且暫佔項目九成權益。
2013年12月13日俊和發展以3.538億元出售，彩虹站上蓋清水灣道8號零售部分（匯八坊）所有位於2樓、1樓、地下、夾層、地庫一層、地庫二層之部分（包括位於1樓、地下、夾層、地庫一層及地庫二層之舖位），以及發展項目之廣告招牌。買家為紀惠集團廖偉麟等相關人士，項目總樓面約3.8萬方呎，呎價約9311元，料買家須支付約3007萬元的雙倍印花稅。
2014年5月14日，俊和發展和益兆興業合組的財團，以2.382億元投得屯門市地段第499號住宅地皮。地皮可建總樓面約15.2萬方呎，是次樓面呎價約1,530元。該項目已命名為菁雋，預計於2017年第三季落成。
2014年9月，新维投资控股集团收购俊和46.7%的股权。同年10月，俊和发展集团表示因不滿香港大學、香港中文大學、香港科技大學、香港理工大學校方、師生對雨傘運動的大力支持及參與，已向四所大學致函，聲明取消在這些高校所設立的獎學金。不过，随后香港中文大学表示，虽已收到由俊和发展集团发出的信函，但香港中文大学现时没有由该公司名义发放的奖学金。彭一邦辯稱，集團一直資助員工在中大進修。另有香港教師馬上表示，願意捐出3萬港幣給學生當獎學金。
2014年12月10日俊和發展和中國城市建設合組的財團，以21.38億元，投得沙田市地段第601號住宅地皮，俊和佔項目10%權益，並將負責整個項目發展之管理、設計、建築、銷售及物業管理服務。該項目已於2017年6月轉售，買家為宏安集團。
2016年10月，集團改名為亞洲聯合基建控股有限公司，股份代號維持「00711.HK」。
2016年11月，俊和發展以6.68億元，向中華電力收購窩打老道128號住宅項目。項目總建築面積約80,949平方呎，呎價約8,252元。後來集團與萊蒙國際共同發展項目。該項目已命名為128 WATERLOO，預計於2022年第一季落成。
2016年12月，原大股東彭氏家族向中國新維投資收購其擁有的8.37億股集團股份，每股作價1.08元，總代價為9.04億元；另外，亦收購中國城市建設控股所持的集團股份。此後，彭氏家族恢復其最大股東地位。
2017年7月，鄧成波以12億元購入菁雋全幢樓花，不排除作長線收租用途。及後，該單幢住宅項目再改為出售。
2018年12月，俊和斥資1億7,592萬元，成立非專營巴士業務，共有47輛非專營巴士以及相關之客運營業證。
2024年7月，配售減持｜亞洲聯合基建折讓14%配售GEM上市雅居投資1.68億股。

## 過往曾參與發展及建造的項目
- 香港宏景花園
- 香港俊宏軒
- 香港清水灣道8號
- 廣東省中山市俊軒庭
- 江蘇省揚州市名門都匯
- 廣東省汕尾市名門御庭
- 河北省石家莊名門華都

## 過往曾參與承建的主要工程

### 土地開拓
- 沙田第一城海堤承建工程
- 沙田小瀝源地盤平整工程

### 交通
- 九廣鐵路沙田站改建項目
- 九廣鐵路大埔墟至上水站的雙軌道鋪設工程
- 地鐵上環站改建工程
- 紅磡繞道及公主道連接路建築工程
- 地鐵將軍澳支線五桂山隧道工程
- 香園圍管制站土地平整及基礎建設工程–工程合約3

### 住宅
- 恒麗園
- 田灣邨重建3期
- 石籬邨重建7及9期
- 觀月·樺峯
- 昇柏山
- 喜盈
- 喜韻
- 白田邨重建7、8及11期
- 明華大廈重建1期
- 綠怡雅苑
- 俊宏軒

### 教育
- 香港八和會館小學上水新校舍
- 中文大學和聲書院
- 中文大學聯合書院蔡繼有宿舍
- 香港道教聯合會雲泉學校秀茂坪新校舍
- 迦密梁省德學校秀茂坪新校舍
- 廣東道官立小學大上托新校舍

## 居民巴士路線
- 港島區居民巴士：
  - HR60：淺水灣道37號↔銅鑼灣（利園山道）
- 新界區居民巴士：
  - NR406：灝景灣↔荃灣（德海街）
  - NR955：嘉湖山莊（麗湖居）↺天水圍站
  - NR956：嘉湖山莊（美湖居）↺天水圍站

## 外部連結
- 亞洲聯合基建控股有限公司 官方網頁 （页面存档备份，存于）
- 俊和集團有限公司 官方網頁 （页面存档备份，存于）
- 城市護衛有限公司 官方網頁 （页面存档备份，存于）